# Literaturjahr 1956
Liste der Literaturjahre

1952 | 1953 | Literaturjahr 1956 | 1957 | ►►

Weitere Ereignisse

## Ereignisse
- 28. Januar: Theaterstück Oper von der Kirmes von Emil František Burian in Prag
- 29. Januar: Am Schauspielhaus Zürich wird Friedrich Dürrenmatts „tragische Komödie“ Der Besuch der alten Dame mit Therese Giehse in der Hauptrolle uraufgeführt. Das Stück wird in der Folge zu einem Welterfolg.
- 27. Juni: Literaturverfilmung: Moby Dick (Regie: John Huston) in den USA
- 30. Juni: Das Scala Wien hat seine letzte Vorstellung. Das von Karl Paryla und Wolfgang Heinz geleitete Theater muss nach einer von Friedrich Torberg und Hans Weigel geführten Medienkampagne seine Pforten schließen; es hatte sich als einziges Wiener Theater nicht am Wiener Brecht-Boykott beteiligt.

## Neuerscheinungen
- Angélique – Anne Golon
- Aniara – Harry Martinson
- Der Arzt von Stalingrad – Heinz G. Konsalik
- Die Besteigung des Rum Doodle – William Ernest Bowman
- Die Brücke am Kwai – Pierre Boulle
- Der Buchhändler von Archangelsk – Georges Simenon
- Ein Bündel weißer Narzissen – Luise Rinser; darin u. a.:
  - Eine dunkle Geschichte
  - Die rote Katze
- Die Dämonen – Heimito von Doderer
- Diamantenfieber – Ian Fleming
- ... ein gewisses Lächeln – Françoise Sagan
- Empfang bei der Welt – Heinrich Mann
- Endspiel – Samuel Beckett
- An Episode of Sparrows – Rumer Godden
- Erklär mir, Liebe (Gedicht) –  Ingeborg Bachmann
- Der Fall – Albert Camus
- Der Fall Bienlein – Hergé
- Giovanni’s Room – James Baldwin
- Hamlet oder Die lange Nacht nimmt ein Ende – Alfred Döblin
- A History of the English-Speaking Peoples – Winston Churchill
- Hundertundein Dalmatiner – Dodie Smith
- I, Libertine – Jean Parker Shepherd
- L’Impromptu de l’Alma ou Le caméléon du berger (UA) – Eugène Ionesco
- Jeremias (veränd. NA) – Franz Werfel
- Der kleine Wassermann – Otfried Preußler
- Die Kunst des Liebens – Erich Fromm
- Der letzte Kampf – C. S. Lewis
- Das Mädchen Orchidee – Pearl S. Buck
- Maigret erlebt eine Niederlage – Georges Simenon
- Der Mann im grauen Anzug – Sloan Wilson
- Der Minderheiten-Bericht (Kurzgeschichte) – Philip K. Dick
- Die Nacht aus Blei – Hans Henny Jahnn
- Das Netz – Werner Bergengruen
- Noriko-San – Astrid Lindgren
- Die Panne – Friedrich Dürrenmatt
- Der Schlüssel – Tanizaki Jun’ichirō
- Der schwarze Obelisk – Erich Maria Remarque
- Die seltsame Geschichte des Mr. C. – Richard Matheson
- Die sieben Sonnen – Arthur C. Clarke
- Stille Tage in Clichy – Henry Miller
- Der Süden (Erzählung) – Jorge Luis Borges
- Das Tal des Lebens – John Christopher
- Der Tempelbrand (OA) – Yukio Mishima
- Unter dem Schatten deiner Flügel – Jochen Klepper
- Vergeltung – Gert Ledig
- Wiedersehen mit Mrs. Oliver – Agatha Christie
- Zivilcourage – John F. Kennedy

## Geboren

### Januar bis Juni
- 02. Januar: Maria Helleberg, dänische Schriftstellerin
- 04. Januar: Rajvinder Singh, deutschsprachiger Autor indischer Herkunft († 2021)
- 06. Januar: Elizabeth Strout, US-amerikanische Schriftstellerin
- 11. Januar: Bert Papenfuß-Gorek, deutscher Lyriker († 2023)
- 14. Januar: Rosina Lippi, US-amerikanische Schriftstellerin
- 20. Januar: Axel Hacke, deutscher Journalist und Schriftsteller
- 20. Januar: Georg Veit, deutscher Schriftsteller

- 03. Februar: Rainer Wittkamp, deutscher Schriftsteller und Regisseur († 2020)
- 13. Februar: Hans Eichhorn, österreichischer Dichter und Schriftsteller († 2020)
- 28. Februar: Tessa Hadley, britische Schriftstellerin

- 07. März: Andrea Levy, britische Schriftstellerin († 2019)
- 12. März: Friedrich Kröhnke, deutscher Schriftsteller
- 12. März: Ruth Ozeki, japanisch-amerikanische Autorin
- 28. März: Amanda Aizpuriete, lettische Lyrikerin und Übersetzerin († 2023)
- 30. März: Theo Breuer, deutscher Schriftsteller und Herausgeber

- 03. April: Susann Heenen-Wolff, deutsche Psychoanalytikerin und Autorin
- 12. April: Yasuo Tanaka, japanischer Schriftsteller und Politiker

- 04. Mai: David Guterson, US-amerikanischer Schriftsteller und Journalist
- 06. Mai: Sujata Bhatt, indischstämmige Dichterin und Übersetzerin (ins Englische)
- 14. Mai: Erling Jepsen, dänischer Schriftsteller und Dramatiker
- 20. Mai: Boris Akunin, russischer Kriminalschriftsteller, Japanologe
- 20. Mai: Ingvar Ambjørnsen, norwegischer Schriftsteller sowie Kinder- und Jugendbuchautor († 2025)
- 26. Mai: Thomas Gunkel, deutscher Übersetzer

- 01. Juni: Mircea Cărtărescu, rumänischer Schriftsteller
- 01. Juni: Petra Morsbach, deutsche Schriftstellerin
- 03. Juni: Zé do Rock, deutscher Schriftsteller
- 20. Juni: Simone Klages, deutsche Kinderbuchautorin und Illustratorin

### Juli bis Dezember
- 02. Juli: Cynthia Kadohata, US-amerikanische Schriftstellerin
- 02. Juli: Claudia Rimkus, deutsche (Krimi-)Autorin
- 03. Juli: Hans-Hermann Sprado, deutscher Journalist und Schriftsteller († 2014)
- 11. Juli: Amitav Ghosh, indischer Schriftsteller
- 12. Juli: Cathal Ó Searcaigh, irischer Schriftsteller, Dichter und Dramatiker
- 16. Juli: Tony Kushner, US-amerikanischer Dramatiker und Essayist
- 21. Juli: Michael Connelly, US-amerikanischer Schriftsteller
- 28. Juli: Carol Higgins Clark, US-amerikanische Krimiautorin († 2023)

- 08. August: Peer Schröder, deutscher Dichter und Herausgeber († 2019)
- 08. August: Birgit Vanderbeke, deutsche Schriftstellerin († 2021)

- 08. September: Helmut Böttiger, deutscher Schriftsteller, Literaturkritiker und Essayist
- 12. September: Esther Kinsky, deutsche Schriftstellerin und Übersetzerin
- 15. September: Sara Rai, indische Schriftstellerin, Übersetzerin und Herausgeberin
- 17. September: Françoise Renaud, französische Schriftstellerin
- 23. September: Peter David, US-amerikanischer Schriftsteller
- 28. September: Antonio Soler, spanischer Schriftsteller

- 11. Oktober: Edoardo Albinati, italienischer Schriftsteller und Übersetzer
- 16. Oktober: Linard Bardill, Schweizer Theologe, Liedermacher und Schriftsteller
- 16. Oktober: Meg Rosoff, US-amerikanisch-britische Schriftstellerin
- 25. Oktober: Sighard Neckel, deutscher Soziologe und Essayist

- 05. November: Gig Ryan, australische Dichterin, Literaturkritikerin und Singer-Songwriterin
- 05. November: Leonid Uschkalow, ukrainischer Literaturwissenschaftler, Schriftsteller und Essayist († 2019)
- 09. November: Kärt Hellerma, estnische Journalistin, Schriftstellerin und Kritikerin

- 18. Dezember: Thomas Ziegler, deutscher Science-Fiction-Schriftsteller († 2004)
- 26. Dezember: Christian Bieniek, deutscher Schriftsteller († 2005)
- 26. Dezember: David Sedaris, US-amerikanischer Schriftsteller und Journalist
- 28. Dezember: Burkhard Spinnen, deutscher Schriftsteller
- 31. Dezember: Lyonel Trouillot, haitianischer Dichter, Schriftsteller und Journalist

### Genaues Datum unbekannt
- Geoffrey Bennington, US-amerikanischer Philosoph und Literat
- Tom Drury, US-amerikanischer Schriftsteller
- Ursula Gräfe, deutsche Autorin, Herausgeberin und literarische Übersetzerin, insbesond. aus dem Japanischen
- Scholastique Mukasonga, ruandische Schriftstellerin
- Jürgen Ritte, deutscher Übersetzer, Literaturkritiker, Essayist und Literaturwissenschaftler
- Sylvia Schopf, deutsche Schauspielerin, Journalistin und Schriftstellerin

## Gestorben
- 29. Januar: Henry L. Mencken, US-amerikanischer Schriftsteller, Literaturkritiker, Kolumnist und Satiriker (* 1880)
- 31. Januar: A. A. Milne, britischer Schriftsteller (* 1882)
- 06. Februar: Friederike Manner, österreichische Schriftstellerin und Lektorin (* 1904)
- 10. Februar: Otto Müller, deutscher Verleger (* 1901)
- 18. März: Louis Bromfield, US-amerikanischer Schriftsteller (* 1896)
- 30. März: E. C. Bentley, britischer Schriftsteller (* 1875)
- 05. April: Wilhelm Schussen, deutscher Schriftsteller (* 1874)
- 19. April: Ernst Robert Curtius, deutscher Gelehrter und Romanist (* 1886)
- 01. Mai: Paul Gadenne, französischer Schriftsteller (* 1907)
- 06. Mai: Karl Schworm, Autor und Heimatdichter (* 1889)
- 10. Mai: Adele Gerhard, deutsche Schriftstellerin (* 1868)
- 13. Mai: Alexander Fadejew, sowjetischer Schriftsteller (* 1901)
- 07. Juni: Julien Benda, französischer Philosoph und Schriftsteller (* 1867)
- 08. Juni: Jan Lechoń, polnischer Schriftsteller (* 1899)
- 16. Juni: Fritz Koch-Gotha, deutscher Illustrator und Schriftsteller (* 1877)
- 19. Juni: Lulu von Strauß und Torney, deutsche Dichterin und Schriftstellerin (* 1873)
- 22. Juni: Walter de la Mare, britischer Dichter und Schriftsteller (* 1873)
- 07. Juli: Gottfried Benn, deutscher Arzt, Dichter und Essayist (* 1886)
- 11. Juli: Werner Riegel, deutscher Lyriker und Essayist (* 1925)
- 14. Juli: Henri Calet, französischer Schriftsteller (* 1904)
- 11. August: Frieda von Richthofen, deutsche Schriftstellerin und Übersetzerin (* 1879)
- 14. August: Bertolt Brecht, deutscher Schriftsteller (* 1898)
- 05. September: Walther Hensel, deutscher Volksliedforscher und Volksliedsammler (* 1887)
- 12. September: Hans Carossa, deutscher Lyriker und Autor (* 1878)
- 13. Oktober: Cahit Sıtkı Tarancı, türkischer Dichter (* 1910)
- 03. November: August Winnig, Gewerkschafter und völkischer Schriftsteller (* 1878)
- 14. November: Hans Roger Madol, deutscher Schriftsteller (* 1903)
- 02. Dezember: Edmund Sabott, deutscher Schriftsteller (* 1898)
- 25. Dezember: Robert Walser, deutschsprachiger Schweizer Schriftsteller (* 1878)

## Preise
- Fontane-Preis: Hans Scholz
- Friedenspreis des Deutschen Buchhandels: Reinhold Schneider
- Georg-Büchner-Preis: Karl Krolow
- Nobelpreis für Literatur: Juan Ramón Jiménez
- Prix Goncourt: Les racines du ciel (dt.: Die Wurzeln des Himmels) von Romain Gary
- Yomiuri-Literaturpreis für Romanliteratur: Der Tempelbrand von Yukio Mishima und San no tori von Kubota Mantarō